# ألان ديك (منافس ألعاب قوى)
ألان ديك (بالإنجليزية: Alan Dick)‏ هو منافس ألعاب قوى بريطاني، ولد في 15 أبريل 1930 في سندرلاند في المملكة المتحدة، وتوفي في 1 فبراير 2002.

## وصلات خارجية
- ألان ديك على موقع أوليمبيديا (الإنجليزية)
- ألان ديك على موقع اللجنة الأولمبية البريطانية (الإنجليزية)
- ألان ديك على موقع اتحاد ألعاب الكومنولث (مؤرشف) (الإنجليزية)